# Zef Shoshi
Zef Pashko Shoshi (ur. 2 lutego 1939 w Tiranie) – albański malarz.

## Życiorys
Urodził się w Tiranie, był synem urzędnika bankowego. W 1956 ukończył naukę w szkole artystycznej Jordan Misja. W latach 1957–1961 studiował w Instytucie Malarstwa, Rzeźby i Architektury im. Ilji Riepina w Leningradzie. Po zerwaniu relacji dyplomatycznych między Albanią i ZSRR, Shoshi powrócił do kraju i w 1962 dokończył studia w stołecznym Instytucie Sztuk. Pracą dyplomową Shoshiego był obraz Kooperativistët shkojnë në punë (Kołchoźnicy idą do pracy). Po ukończeniu studiów pracował jako nauczyciel w liceum artystycznym Jordan Misja w Tiranie, a od 1965 był zatrudniony na etacie konserwatora zabytków w Instytucie Pomników Kultury. W latach 1966–1974 pracował jako ilustrator w wydawnictwach Naim Frashëri i 8 Nëntori. Od 1993 poświęcił się własnej twórczości. Po raz pierwszy zaprezentował publicznie swoje obrazy na wystawie w domu kultury Ali Kelmendi w Korczy w roku 1966. W latach 1996–2009 prace Shoshiego prezentowano na sześciu wystawach indywidualnych w Tiranie, Korczy, Wenecji i w Prisztinie. Brał udział także w wystawach zbiorowych współczesnej sztuki albańskiej w Kairze, Pekinie, Wiedniu i Paryżu. Siedmiokrotnie wyróżniany nagrodą państwową za swoją twórczość, w 1983 został uhonorowany tytułem Zasłużonego Malarza (Piktor i Merituar).

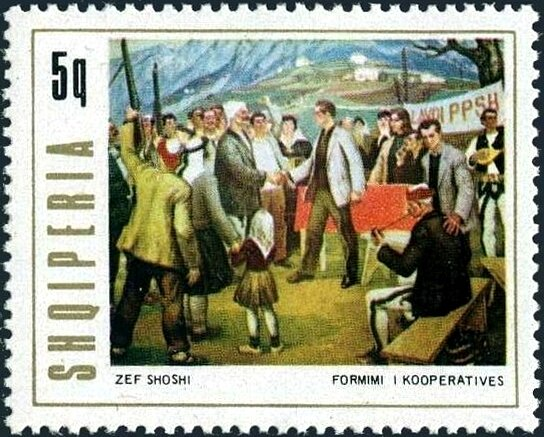
Z. Shoshi, Tworzenie spółdzielni (1974)

Żonaty, córka Albana jest także malarką.

## Twórczość
Większość dzieł Shoshiego stanowią portrety i sceny rodzajowe o tematyce socrealistycznej. Inspiracją dla tworzenia portretów robotników były dla Shoshiego materiały etnograficzne z północnej Albanii. W jego dorobku znajduje się także portret Envera Hoxhy przedstawiający go w czasie wojny, który miał powstać w 1976 na zamówienie dyktatora (Enver Hoxha gjatë Luftës Nacional-Çlirimtare). Największą kolekcją dzieł artysty dysponuje Narodowa Galeria Sztuki w Tiranie, obrazy Shoshiego znajdują się także w zbiorach galerii w Elbasanie i we Wlorze, jak również w Muzeum Skanderbega w Krui.